# Bundestagswahlkreis Karlsruhe-Stadt
Der Bundestagswahlkreis Karlsruhe-Stadt (2005: Wahlkreis 272, 2009: Wahlkreis 271) ist seit 1949 ein Wahlkreis in Baden-Württemberg.

## Wahlkreis
Der Wahlkreis umfasst den Stadtkreis Karlsruhe. Bei der Bundestagswahl 2021 waren 205.608 Einwohner wahlberechtigt.

## Wahlkreisgeschichte
| Wahl      | Wahlkreisname       | Gebiet                                                          |
| --------- | ------------------- | --------------------------------------------------------------- |
| 1949      | 1 Karlsruhe-Stadt   | Stadt Karlsruhe                                                 |
| 1953–1961 | 175 Karlsruhe-Stadt | Stadt Karlsruhe                                                 |
| 1965–1976 | 178 Karlsruhe       | Stadt Karlsruhe                                                 |
| 1980–1994 | 175 Karlsruhe-Stadt | Stadt Karlsruhe                                                 |
| 1998      | 175 Karlsruhe-Stadt | Stadt Karlsruhe, vom Landkreis Karlsruhe die Stadt Rheinstetten |
| 2002–2005 | 272 Karlsruhe-Stadt | Stadt Karlsruhe                                                 |
| seit 2009 | 271 Karlsruhe-Stadt | Stadt Karlsruhe                                                 |

## Wahlkreisabgeordnete
| Wahl | Abgeordneter | Abgeordneter       | Partei | Stimmen in % |
| ---- | ------------ | ------------------ | ------ | ------------ |
| 1949 |              | Hermann Veit       | SPD    |              |
| 1953 |              | Friedrich Werber   | CDU    |              |
| 1957 |              | Friedrich Werber   | CDU    |              |
| 1961 |              | Max Güde           | CDU    |              |
| 1965 |              | Max Güde           | CDU    |              |
| 1969 |              | Peter Corterier    | SPD    |              |
| 1972 |              | Peter Corterier    | SPD    |              |
| 1976 |              | Gerold Benz        | CDU    |              |
| 1980 |              | Peter Corterier    | SPD    |              |
| 1983 |              | Rudolf Ruf         | CDU    |              |
| 1987 |              | Rudolf Ruf         | CDU    |              |
| 1990 |              | Norbert Rieder     | CDU    |              |
| 1994 |              | Norbert Rieder     | CDU    |              |
| 1998 |              | Brigitte Wimmer    | SPD    |              |
| 2002 |              | Brigitte Wimmer    | SPD    |              |
| 2005 |              | Ingo Wellenreuther | CDU    |              |
| 2009 | 38,1         | Ingo Wellenreuther | CDU    |              |
| 2013 | 39,5         | Ingo Wellenreuther | CDU    |              |
| 2017 | 28,6         | Ingo Wellenreuther | CDU    |              |
| 2021 |              | Zoe Mayer          | GRÜNE  | 30,0         |
| 2025 | 30,6         | Zoe Mayer          | GRÜNE  |              |

## Wahlergebnisse

### Bundestagswahl 2025
| Kandidaten                                             | Kandidaten                 | Parteien/Listen     | Erststimmen | Erststimmen | Zweitstimmen | Zweitstimmen |
| Kandidaten                                             | Kandidaten                 | Parteien/Listen     | Stimmen     | %           | Stimmen      | %            |
| ------------------------------------------------------ | -------------------------- | ------------------- | ----------- | ----------- | ------------ | ------------ |
|                                                        | Tobias Emanuel Bunk        | CDU                 | 39.597      | 23,6        | 37.645       | 22,4         |
|                                                        | Parsa Marvi                | SPD                 | 25.553      | 15,3        | 26.164       | 15,6         |
|                                                        | Zoe Mayergewählt im WK     | GRÜNE               | 51.306      | 30,6        | 40.424       | 24,1         |
|                                                        | Philipp Berner             | FDP                 | 6.399       | 3,8         | 8.658        | 5,2          |
|                                                        | Marc Bernhard              | AfD                 | 22.986      | 13,7        | 22.678       | 13,5         |
|                                                        | Marcel Karl Bernhard Bauer | LINKE               | 13.353      | 8,0         | 18.800       | 11,2         |
|                                                        | –                          | dieBasis            | –           | –           | 352          | 0,2          |
|                                                        | Edgar Krez                 | FREIE WÄHLER        | 2.015       | 1,2         | 993          | 0,6          |
|                                                        | –                          | Tierschutzpartei    | –           | –           | 1.393        | 0,8          |
|                                                        | Frank Trippel              | Die PARTEI          | 1.945       | 1,2         | 1.020        | 0,6          |
|                                                        | Fabian Gaukel              | Volt                | 4.021       | 2,4         | 2.745        | 1,6          |
|                                                        | –                          | ÖDP                 | –           | –           | 223          | 0,1          |
|                                                        | –                          | Bündnis C           | –           | –           | 269          | 0,2          |
|                                                        | Jonas Schraven             | MLPD                | 255         | 0,2         | 95           | 0,1          |
|                                                        | –                          | BÜNDNIS DEUTSCHLAND | –           | –           | 139          | 0,1          |
|                                                        | –                          | BSW                 | –           | –           | 6.247        | 3,7          |
| Gesamt                                                 | Gesamt                     | Gesamt              | 167.430     | 100         | 167.845      | 100          |
|                                                        |                            |                     |             |             |              |              |
| Ungültige Stimmen                                      | Ungültige Stimmen          | Ungültige Stimmen   | 1.126       | 0,7         | 711          | 0,4          |
| Wähler                                                 | Wähler                     | Wähler              | 168.556     | 83,1        | 168.556      | 83,1         |
| Wahlberechtigte                                        | Wahlberechtigte            | Wahlberechtigte     | 202.812     |             | 202.812      |              |
|                                                        |                            |                     |             |             |              |              |
| Quellen: Die Bundeswahlleiterin, Kandidaten – Ergebnis |                            |                     |             |             |              |              |

### Bundestagswahl 2021
Zur Bundestagswahl 2021 kandidierten die folgenden Parteien und Direktkandidaten:
| Direktkandidat       | Partei               | Erststimmen in % | Zweitstimmen in % |
| -------------------- | -------------------- | ---------------- | ----------------- |
| Ingo Wellenreuther   | CDU                  | 19,5             | 17,7              |
| Parsa Marvi          | SPD                  | 21,3             | 21,3              |
| Zoe Mayer            | GRÜNE                | 30,0             | 27,8              |
| Michael Theurer      | FDP                  | 10,0             | 13,0              |
| Marc Bernhard        | AfD                  | 6,8              | 6,8               |
| Michel Brandt        | DIE LINKE            | 5,0              | 5,6               |
| —                    | Tierschutzpartei     | —                | 1,0               |
| Daniel Barth         | Die PARTEI           | 1,8              | 1,2               |
| Bernhard Barutta     | Freie Wähler         | 1,1              | 0,9               |
| —                    | Piraten              | —                | 0,4               |
| Franz-Josef Behr     | ÖDP                  | 0,4              | 0,2               |
| —                    | NPD                  | —                | 0,0               |
| —                    | DiB                  | —                | 0,1               |
| Jonas Dachner        | MLPD                 | 0,1              | 0,1               |
| —                    | DKP                  | —                | 0,0               |
| Martin Buchfink      | dieBasis             | 2,0              | 1,8               |
| Klaus-Jürgen Raphael | Bündnis C            | 0,3              | 0,2               |
| —                    | BÜRGERBEWEGUNG       | —                | 0,1               |
| —                    | BÜNDNIS21            | —                | 0,0               |
| —                    | LKR                  | —                | 0,0               |
| Andreas Schäfer      | Die Humanisten       | 0,5              | 0,3               |
| —                    | Gesundheitsforschung | —                | 0,1               |
| —                    | Team Todenhöfer      | —                | 0,5               |
| Tassi Giannikopoulos | Volt                 | 1,0              | 0,8               |
| Markus Schmoll       | Klimaliste BW        | 0,3              | —                 |

### Bundestagswahl 2017
Zur Bundestagswahl 2017 kandidieren die folgenden Direktkandidaten:
| Direktkandidat     | Partei           | Erststimmen in % | Zweitstimmen in % |
| ------------------ | ---------------- | ---------------- | ----------------- |
| Ingo Wellenreuther | CDU              | 28,6             | 27,9              |
| Parsa Marvi        | SPD              | 23,6             | 16,9              |
| Sylvia Kotting-Uhl | GRÜNE            | 17,6             | 18,3              |
| Michael Theurer    | FDP              | 8,6              | 11,9              |
| Marc Bernhard      | AfD              | 10,0             | 10,4              |
| Michel Brandt      | DIE LINKE        | 7,6              | 9,6               |
| Robin Margic       | Tierschutzpartei | 1,5              | 1,0               |
| Jonas Dachner      | MLPD             | 0,2              | 0,1               |
| Uwe Kasper         | DIE RECHTE       | 0,1              | 0,0               |
| Stefan Glause      | Die PARTEI       | 1,8              | 1,4               |
| Bruno Mayer        | —                | 0,4              |                   |

### Bundestagswahl 2013
| Direktkandidat     | Partei              | Erststimmen in % | Zweitstimmen in % |
| ------------------ | ------------------- | ---------------- | ----------------- |
| Ingo Wellenreuther | CDU                 | 39,5             | 37,5              |
| Parsa Marvi        | SPD                 | 29,6             | 22,7              |
| Heinz Golombeck    | FDP                 | 3,2              | 6,0               |
| Sylvia Kotting-Uhl | GRÜNE               | 13,7             | 15,0              |
| Karin Binder       | DIE LINKE           | 4,9              | 6,0               |
| Martin Bartsch     | PIRATEN             | 3,5              | 4,0               |
| Heiko Köhler       | NPD                 | 0,6              | 0,6               |
| Rainer Haag        | REP                 | 0,3              | 0,2               |
| —                  | Tierschutzpartei    | —                | 0,7               |
| —                  | ÖDP                 | —                | 0,3               |
| —                  | PBC                 | —                | 0,1               |
| —                  | Volksabstimmung     | —                | 0,1               |
| —                  | MLPD                | —                | 0,1               |
| —                  | BüSo                | —                | 0,0               |
| Marc Jongen        | AfD                 | 4,0              | 5,6               |
| —                  | BIG                 | —                | 0,1               |
| —                  | pro Deutschland     | —                | 0,1               |
| Peter Rapp         | FREIE WÄHLER        | 0,7              | 0,5               |
| —                  | PARTEI DER VERNUNFT | —                | 0,1               |
| —                  | RENTNER             | —                | 0,2               |

### Bundestagswahl 2009
| Direktkandidat        | Partei                | Erststimmen in % | Zweitstimmen in % | Bundestagswahl 2005 Zweitstimmen in % |
| --------------------- | --------------------- | ---------------- | ----------------- | ------------------------------------- |
| Ingo Wellenreuther    | CDU                   | 38,1             | 28,6              | 32,9                                  |
| Johannes Jung         | SPD                   | 26,7             | 20,6              | 32,1                                  |
| Sylvia Kotting-Uhl    | Bündnis 90/Die Grünen | 15,2             | 18,4              | 14,7                                  |
| Heinz Golombeck       | FDP                   | 8,4              | 17,4              | 12,0                                  |
| Karin Binder          | Die Linke             | 7,1              | 8,3               | 5,0                                   |
| Dennis Laurisch       | PIRATEN               | 3,1              | 3,5               | -                                     |
| Siegfried Gärttner    | NPD                   | 1,1              | 0,9               | 1,1                                   |
| –                     | Die Tierschutzpartei  | –                | 0,6               | -                                     |
| –                     | REP                   | –                | 0,4               | 0,6                                   |
| –                     | PBC                   | –                | 0,3               | 0,3                                   |
| –                     | ödp                   | –                | 0,3               | –                                     |
| –                     | Die VIOLETTEN         | –                | 0,2               | -                                     |
| Gabriele Maria Conrad | MLPD                  | 0,2              | 0,1               | 0,1                                   |
| –                     | BüSo                  | –                | 0,1               | 0,1                                   |
| –                     | Volksabstimmung       | –                | 0,1               | -                                     |
| –                     | DVU                   | –                | 0,1               | -                                     |